# Liceo scientifico statale Federigo Enriques
Il liceo scientifico statale Federigo Enriques di Livorno, dedicato al matematico e filosofo livornese di origine ebraica, è uno dei licei scientifici più antichi d'Italia, essendo stato costituito per mezzo della riforma Gentile del 1923.

## Storia
Il liceo nacque come "regio liceo scientifico di Livorno" nel 1923, tale uno dei 37 licei scientifici istituiti, uno per provincia, dalla riforma Gentile. Nel 1957 il nome del liceo fu dedicato al celebre matematico e filosofo della scienza livornese di origine ebraica, Federigo Enriques (1871-1946). Nal 1973 il liceo si è trasferito nell'attuale sede di via della Bassata, lasciando la storica sede di Piazza Vigo.